# نچرال استپس (آرکانزاس)
نچرال استپس (به انگلیسی: Natural Steps) یک منطقهٔ مسکونی در ایالات متحده آمریکا است که در شهرستان پلاسکی، آرکانزاس واقع شده‌است. نچرال استپس ۹٫۲۹ کیلومتر مربع مساحت و ۴٬۶۲۷ نفر جمعیت دارد و ۸۲٫۹۱ متر بالاتر از سطح دریا واقع شده‌است.